# Annenheim Challenger 1995
L'Annenheim Challenger 1995 è stato un torneo di tennis facente parte della categoria ATP Challenger Series nell'ambito dell'ATP Challenger Series 1995. Il torneo si è giocato a Annenheim in Austria dal 5 all'11 giugno 1995 su campi in erba.

## Vincitori

### Singolare
Henrik Holm ha battuto in finale  Martin Damm con il punteggio di 6–2, 6–3

### Doppio
Diego Nargiso /  Nicolás Pereira hanno battuto in finale  Karsten Braasch /  Jörn Renzenbrink con il punteggio di 6–7, 6–4, 7–6